# 番仔園文化
番仔園文化約存在於2000年前到400年前，屬於鐵器時代，分布於台灣中部，包括大肚台地、八卦台地與苗栗縣南部等地。其名稱來自台中市大甲區一帶的番仔園遺址。蕃仔園文化分為早期的番仔園類型和晚期的鹿寮類型，番仔園類型的年代距今1600年前，存續至距今800年前左右。在番仔園遺址、麻頭路遺址、龍泉村、清水中社、惠來遺址都有發現墓葬，葬式為俯身葬，有少數使用覆面陶之行為。石器的類型包括打製石鋤、磨製長方形帶孔石刀、馬鞍形石刀和凹石等，但以礫石片打製石刀為數最多，也最具特色。骨角器有骨鏃、骨錐和尖狀器等。番仔園遺址出土玻璃和瑪瑙珠，推測當時與東南亞民族有貿易行為。番仔園文化的遺址，通常都有貝塚出現，器物特徵以精緻的黑色與灰色陶器為主，紅褐色陶居次。黑灰陶上常見連續刺點紋、波浪狀櫛紋、圈點紋等；此外也有拍印的方格紋、回形紋或魚骨形紋。石器數量很少，以礫石片打製石刀、磨光的馬鞍形石刀、石槌等較常見。